# Peperomia marmorata
Peperomia marmorata – gatunek rośliny z rodziny pieprzowatych. Pochodzi ze stanu Rio de Janeiro w Brazylii. Jest uprawiany jako roślina ozdobna.

## Morfologia
Wiecznie zielona roślina o mięsistych, krótkich  i silnie rozgałęzionych łodygach grubości do 12 mm. Liście również ciemnozielone, szerokoowalne, ostro zakończone, z ozdobną, białawą nerwacją. Wyrastają skrętolegle, są błyszczące i stanowią główny walor ozdobny tej rośliny.

## Uprawa
Jako podłoże najlepsza jest ziemia kwiatowa na podłożu z torfu. Roślina wymaga dużej wilgotności powietrza, szczególnie gdy jest ciepło, jednakże jest bardzo wrażliwa na nadmierne podlewanie powodujące gnicie jej korzeni. Podlewa się ją rzadko; w lecie raz na tydzień, zimą co 14–18 dni, koniecznie wodą bezwapienną. Można ustawić jej doniczkę na podkładzie ze stale wilgotnego torfu, w zimie lepiej przetrzymywać ją w kuchni, gdzie jest bardziej wilgotno. Nie musi natomiast stać w pełnym słońcu, w swoim naturalnym środowisku bowiem rośnie pod drzewami. Bezpośrednie światło powoduje odbarwianie jej liści, wystarczy jej średnie oświetlenie. Po 2 latach uprawy staje się nieładna i należy ją odnowić przez ukorzenienie nowej sadzonki. Sadzonki wykonuje się wiosną z pędu wierzchołkowego o długości ok. 2,5 cm. Po zanurzeniu w ukorzeniaczu sadzi się je do piasku lub ziemi liściowej, przykrywa folią i trzyma w temperaturze ok. 18 °C. W lecie należy co 2 tygodnie nawozić płynnym nawozem wieloskładnikowym. Zakurzone liście czyści się przez ścieranie wilgotną szmatką. Gdy powietrze jest suche należy ją spryskiwać wodą. Nie wymaga cięcia.